# Saint-Martin-des-Champs, Yonne
Saint-Martin-des-Champs är en kommun i departementet Yonne i regionen Bourgogne-Franche-Comté i norra Frankrike. Kommunen ligger i kantonen Saint-Fargeau som tillhör arrondissementet Auxerre. År 2022 hade Saint-Martin-des-Champs 259 invånare.

## Befolkningsutveckling
Antalet invånare i kommunen Saint-Martin-des-Champs
| Referens: INSEE |